# Arelys Henao
Luz Arelys Henao Ruiz (Sabanalarga, Antioquia, 3 de diciembre de 1976), conocida artísticamente como Arelys Henao, es una cantante y compositora colombiana, de música popular colombiana.

## Biografía
Arelys Henao nació el 3 de diciembre de 1976 en el municipio de Sabanalarga, en el departamento de Antioquia, en un hogar conformado por Alonso Henao y María Ruiz y de 13 hermanos; de los cuales 7 de ellos fallecieron. Su hermano Jorge Henao también es cantante y su hermana Alba Henao, quien es religiosa católica.
En 1988 se muda a la ciudad de Medellín. En esa ciudad inició su trayectoria artística, inspirada en el referente de la música popular colombiana como Darío Gómez.
En distintos espacios periodísticos, ella ha hablado de la dura situación que tuvo que vivir desde muy joven por su gusto por la música y el contexto de violencia en el que creció en el sur del departamento de Antioquia, muy afectado por la presencia de las guerrillas durante las décadas.
Desde 1996 ha publicado varios álbumes como solista y algunas colaboraciones con artistas del género como El Charrito Negro, Giovanny Ayala, Jimmy Gutiérrez y el mencionado Darío Gómez. Durante su trayectoria se le ha reconocido como "La reina de la música popular" debido a su extensa carrera musical.
En sus más de veinte años de carrera, Arelys ha compartido tarima con reconocidos artistas colombianos e internacionales como Los Tigres del Norte, Ana Gabriel, Maelo Ruiz, Helenita Vargas, Diomedes Díaz y Tormenta, entre muchos otros. En 2015 grabó la canción "La reina y el rey" junto a Darío Gómez, obra compuesta por Argemiro Jaramillo y que consiguió reconocimiento comercial y de crítica en Colombia.
Ella ha logrado cuatro nominaciones a los Premios Nuestra Tierra en las categorías de mejor interpretación femenina y mejor artista femenina.
El 23 de febrero de 2018 hizo parte de la nómina de artistas que acompañó a la campaña de la Teletón Colombia 2018.

## Vida privada
Actualmente, Arelys Henao esta casada con su manager, Wilfredo Hurtado, con quien tiene 2 hijos: Juan Esteban, quien es un administrador de empresas, y Miguel, quien es un futbolista.

## En la cultura popular
Caracol Televisión estrenó una bionovela sobre su vida el 11 de enero del 2022 titulada con su nombre homónimo, protagonizada por Mariana Gómez en su primera temporada y en su segunda temporada por Verónica Orozco.

## Discografía
- 1994 - Por la puerta grande
- 2001 - Única
- 2005 - Reina sin rey
- 2005 - Mujeres y despecho
- 2018 - Mi historia

## Premios y nominaciones

### Premios Nuestra Tierra
| Año  | Trabajo nominado                               | Categoría               | Resultado |
| ---- | ---------------------------------------------- | ----------------------- | --------- |
| 2013 | Mujeres y Despecho                             | Canción popular del Año | Nominado  |
| 2013 | Arelys Henao                                   | Artista popular del Año | Nominado  |
| 2014 | A Volar                                        | Canción popular del Año | Nominado  |
| 2014 | Arelys Henao                                   | Artista popular del Año | Nominado  |
| 2020 | Arelys Henao                                   | Artista popular del Año | Nominado  |
| 2021 | La Reina y el Rey (feat. Darío Gómez)          | Canción popular del Año | Nominado  |
| 2021 | Arelys Henao                                   | Artista popular del Año | Nominado  |
| 2022 | Lo Pasado Pisado                               | Canción popular del Año | Nominado  |
| 2022 | Arelys Henao                                   | Artista popular del Año | Nominado  |
| 2023 | Devuélveme los Besos (feat. El Charrito Negro) | Canción popular del Año | Nominado  |
| 2023 | Arelys Henao                                   | Artista popular del Año | Ganadora  |
| 2024 | Arelys Henao                                   | Artista popular del Año | Nominada  |